# Fédération écossaise de football
La Fédération écossaise de football (en anglais : Scottish Football Association ou SFA) est une association regroupant les clubs de football d'Écosse et organisant les compétitions nationales et les matchs internationaux de la sélection d'Écosse.
La fédération nationale écossaise est fondée en 1873. Elle est affiliée à la FIFA entre 1910 et 1920, entre 1924 et 1928 et depuis 1946. Elle est membre de l'UEFA depuis sa création en 1954.

Écu de blason héraldique depuis 1953
Logo ancien.
Logo actuel.

## Liens
- Scottish Football League